# Bankapura
Bankapura là một thị xã panchayat của quận Haveri thuộc bang Karnataka, Ấn Độ.

## Nhân khẩu
Theo điều tra dân số năm 2001 của Ấn Độ, Bankapura có dân số 20.264 người. Phái nam chiếm 53% tổng số dân và phái nữ chiếm 47%. Bankapura có tỷ lệ 59% biết đọc biết viết, thấp hơn tỷ lệ trung bình toàn quốc là 59,5%: tỷ lệ cho phái nam là 65%, và tỷ lệ cho phái nữ là 53%. Tại Bankapura, 14% dân số nhỏ hơn 6 tuổi.